# 基督教社會革命部隊
基督教社會革命部隊（西班牙語：Comando Revolucionario Social Cristiano）是一個曾經存在的洪都拉斯地下政治運動組織，該組織是由17位基督教世俗人物在1967年12月22日組成。基督教社會革命部隊曾活躍於農民運動，並在1968年9月10日正式成立洪都拉斯基督教民主運動黨。